# Nectria inventa
Nectria inventa är en svampart som beskrevs av Pethybr. 1919. Nectria inventa ingår i släktet Nectria och familjen Nectriaceae.   Inga underarter finns listade i Catalogue of Life.